# Friedhof (Sangerhausen)
Der Friedhof Sangerhausen ist ein Begräbnisplatz in kommunaler Trägerschaft der Stadt Sangerhausen. Er liegt westlich der historischen Altstadt und grenzt im Süden unmittelbar an die Gonna. Im Norden ist das Friesenstadion benachbart. Der Friedhof umfasst eine Fläche von etwa 8,4 Hektar und ist in 15 Abteilungen mit rund 6000 Grabstellen unterteilt.

## Geschichte
Der heutige Friedhof ersetzte mehrere ältere Begräbnisplätze, darunter den Mitte des 16. Jahrhunderts angelegten Gemeindefriedhof vor dem Göpentor und den Friedhof der Marienkirche, der 1852 durch ein weiter nördlich bei der Neuendorfer Schäferei gelegenes Areal erweitert wurde. Als der dortige Platz nicht mehr ausreichte und zudem der Stadterweiterung in Richtung Bahnhof im Wege war, beschloss die Verwaltung die Anlage des jetzigen Friedhofs auf der „Neuen Weide“. Er wurde am 20. Mai 1885 eröffnet. 1887 wurden die Feierhalle und das Totengräberhaus vollendet. 1893 wurde der Friedhof nach Westen erweitert.
Die Feierhalle steht heute unter Denkmalschutz. Denkmäler erinnern an die Toten des Brandes der Sangerhäuser Malzfabrik (1911) und die Toten der Märzunruhen von 1921.

## Grabstätten
- Moritz Knobloch (1851–1923), Politiker, Bürgermeister von Sangerhausen
- Ewald Gnau (1853–1943), Botaniker, Mitgründer des Europa-Rosariums
- Reinhold Krieg (1857–1940), Jurist und Heimatforscher, Ehrenbürger der Stadt Sangerhausen
- Gustav Adolf Spengler (1869–1961), Heimatforscher und Sammler, Namensgeber des Spengler-Museums
- Alban Heß (1891–1970), Buchhändler und Gegner des Nationalsozialismus
- Wilhelm Schmied (1910–1984), Maler und Grafiker
- Einar Schleef (1944–2001), Regisseur, Schriftsteller, Bühnenbildner, Maler, Fotograf, Grafiker und Schauspieler
- Chris Derer (1974–2020), Radiomoderator

Für die Grabstätten von Reinhold Krieg und Gustav Adolf Spengler übernahm der Verein für Geschichte von Sangerhausen und Umgebung 2017 eine Patenschaft.